# Sila (Tchad)
 For alternative betydninger, se Sila. (Se også artikler, som begynder med Sila)
Sila er en af de 23 regioner i Tchad. Indtil til 19. februar 2008 var Sila en inddeling i regionen Ouaddaï.